# Archibald Gracie IV
Il colonnello Archibald Gracie IV (Mobile, 15 gennaio 1859 – New York, 4 dicembre 1912) è stato uno scrittore e storico militare statunitense, superstite del naufragio del Titanic. Prima di morire scrisse il famoso libro Titanic: A Survivor's Story, pubblicato tre settimane dopo la sua morte.

## Biografia

### Primi anni
Archibald Gracie nacque nel 1859 a Mobile, in Alabama. Appartenente alla ricca famiglia dei Gracie di New York, era discendente dell'omonimo Archibald Gracie, costruttore della Gracie Mansion, l'attuale residenza ufficiale del sindaco di New York. Suo padre fu Archibald Gracie III, ufficiale dell'esercito degli Stati Confederati d'America durante la guerra civile americana, il quale combatté nella battaglia di Chickamauga e in quella di Petersburg, dove venne ucciso. Il giovane Archibald frequentò la Scuola di St. Paul a Concord, nel New Hampshire, e l'Accademia Militare degli Stati Uniti, ma non prese mai la laurea e decise di entrare nell'esercito, raggiungendo il grado di colonnello della 7ª Milizia di New York.
Gracie fu un grande appassionato di storia militare, in particolare della battaglia di Chickamauga, dove suo padre aveva combattuto. Trascorse molti anni raccogliendo informazioni e dati sulla famosa battaglia e alla fine scrisse il libro The Truth About Chickamauga. Per Gracie fu un'esperienza gratificante ma estenuante, e per questo decise di concedersi, nei primi mesi del 1912, una breve vacanza in Europa a bordo dell'RMS Oceanic (dove tra l'altro fece amicizia con Herbert Pitman, il futuro terzo ufficiale del Titanic). Per tornare in America prenotò una cabina di prima classe a bordo dell'RMS Titanic.

### Titanic

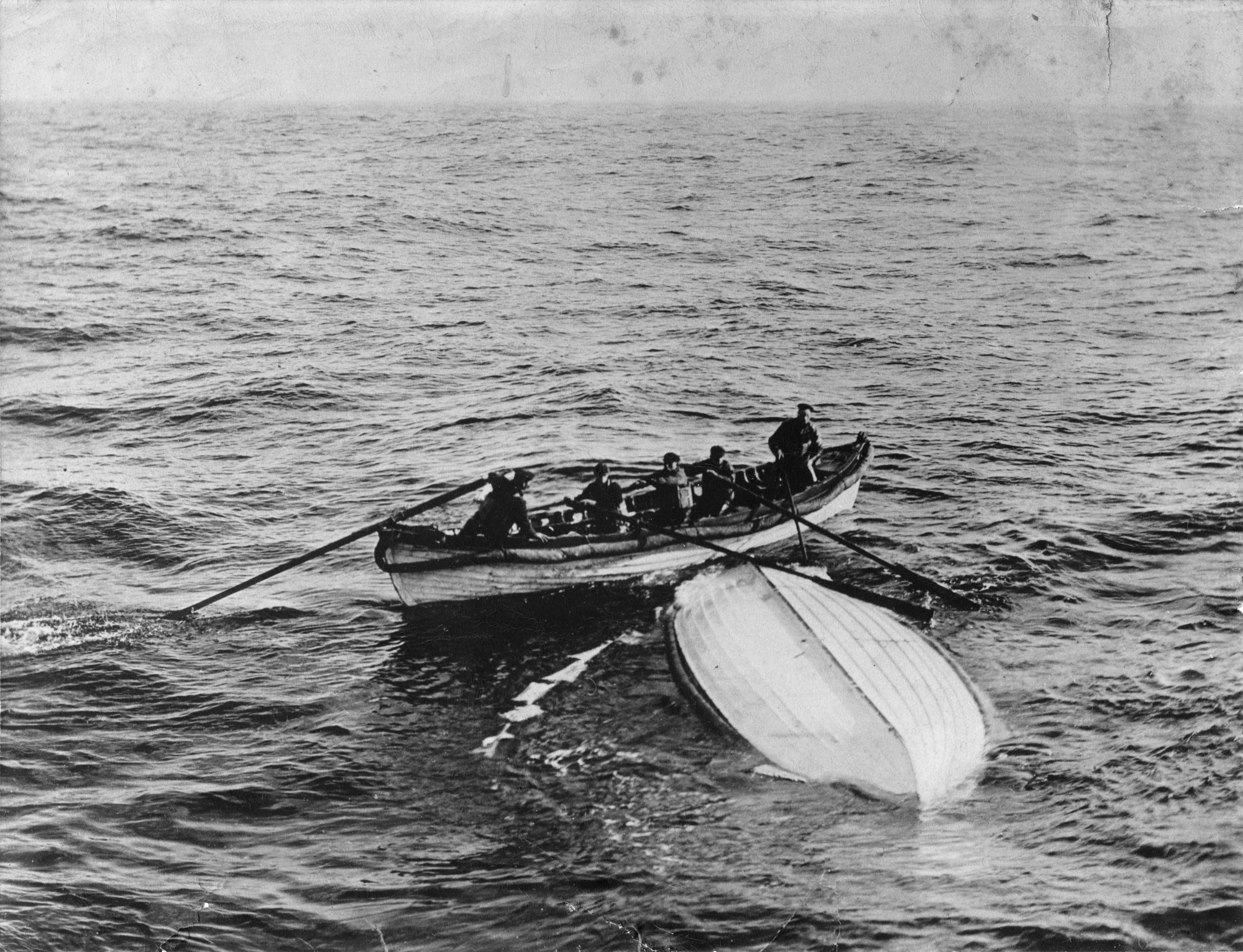
Il Zattera pieghevole B

Gracie s'imbarcò da solo sul Titanic a Southampton il 10 aprile 1912, occupando la cabina C-51. Trascorse gran parte del viaggio assistendo alcune donne non accompagnate, come la signorina Edith Corse Evans, la signora Charlotte Appleton, la signora Malvina Cornell e la signora Caroline Brown, e leggendo libri nella biblioteca di prima classe. Passò inoltre del tempo a conversare con l'amico J. Clinch Smith e a discutere sulla guerra civile statunitense con Isidor Straus. Gli altri passeggeri di prima classe lo descrissero come un narratore instancabile di storie sulla battaglia di Chickamauga e sulla guerra civile in generale.
Il 13 aprile Gracie si rese conto di aver trascurato l'attività fisica e di essersi dedicato troppo alla lettura e alla socializzazione, pertanto chiese allo steward Charles Cullen di svegliarlo presto la mattina del 14 aprile, volendo giocare a squash con Fredrick Wright e fare una nuotata nella piscina della nave prima di colazione. Sempre nello stesso giorno partecipò alla funzione religiosa presieduta dal comandante Edward Smith nella sala da pranzo di prima classe, finì di leggere il libro Old Dominion di Mary Johnston e trascorse un po' di tempo con i signori Straus, i quali gli restituirono la copia del libro The Truth About Chickamauga che Gracie gli aveva prestato. Dopo cena si diresse nel Veranda Palm Court Café, dove conversò con Clinch Smith e Edward Kent, prima di coricarsi nella sua cabina.
Alle 23:40 il Titanic urtò un iceberg. Gracie fu svegliato dalla scossa e capì immediatamente che qualcosa non andava, quindi si tolse il pigiama e si vestì per poi dirigersi verso il ponte lance. Sulla scala che conduceva al ponte incontrò una folla di persone anch'esse svegliate dal forte tremore e venne informato della collisione. Gracie tornò in cabina e mise frettolosamente tutti i suoi averi in tre grandi borse, pronto per trasferirli. Lo steward Cullen lo aiutò a mettersi il giubbotto di salvataggio. Tornato sul ponte incontrò le signore non accompagnate che doveva assistere ma, dato che a nessun uomo fu dato il permesso di avvicinarsi alle lance, affidò le donne al sesto ufficiale James Paul Moody. Mrs Appleton e Mrs Cornell vennero fatte salire sulla scialuppa numero 2, ma Mrs Brown e Miss Evans si trovavano ancora a bordo. Gracie nel frattempo cercava di convincere la signora Straus a salire a bordo della scialuppa numero 8, ma lei si rifiutò di abbandonare il marito e rimase a bordo.
Gracie e Clinch Smith aiutarono il 2º ufficiale Lightoller a calare in mare le scialuppe numero 2 e 4 e la zattera pieghevole D. Gracie ritrovò la signora Brown e Miss Evans e le scortò verso la zattera pieghevole D, l'ultima scialuppa rimasta, ma non c'era posto per tutte e due. Miss Evans convinse la signora Brown ad imbarcarsi al posto suo perché "aveva dei figli a casa che l'aspettavano". Miss Evans fu una delle sole quattro donne di prima classe che morì nel naufragio, assieme a Ida Straus, Bessie Allison e Ann Elizabeth Isham.
Gracie e Clinch Smith aiutarono poi l'equipaggio a calare i canotti pieghevoli A e B ma vennero travolti dall'acqua che stava rapidamente inondando il ponte lance. Clinch Smith scomparve tra le onde e non fu più rivisto, mentre Gracie saltò in mare dal tetto degli alloggi degli ufficiali e si aggrappò ad una cassa galleggiante, per poi salire a bordo della zattera pieghevole B, capovolto e sotto il comando di Lightoller. Verso le 4, mentre la nave RMS Carpathia, giunta in soccorso, stava recuperando gli occupanti delle altre lance, i superstiti della zattera pieghevole B (circa trenta) vennero fatti salire sulle scialuppe numero 4 e numero 12. Gracie e Lightoller saltarono su quest'ultima scialuppa e il colonnello tentò invano di rianimare un corpo senza vita disteso accanto a lui. Sulla nave di soccorso si accorse di avere dei tagli sulle gambe e nel corpo e di avere una ferita alla testa.

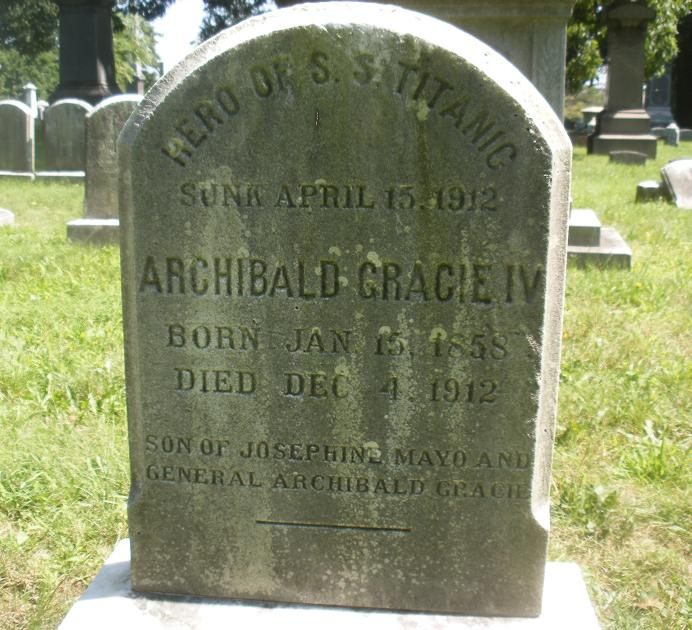
La tomba di Archibald Gracie

### Dopo il naufragio
Durante l'estate del 1912 il colonnello Gracie, dopo aver partecipato alle numerose audizioni dell'inchiesta americana, scrisse un resoconto sulla tragedia, uno dei più dettagliati. Gracie non si riprese mai completamente dalla sua immane prova di sopravvivenza. Morì il 4 dicembre 1912 a New York, all'età di 53 anni, per una complicanza diabetica, meno di otto mesi dopo il naufragio. Fu sepolto nel Woodlawn Cemetery di New York. Al suo funerale parteciparono molti superstiti del naufragio e i membri del suo reggimento. Fu il terzo superstite del naufragio a morire dopo la tragedia, preceduto da Maria Nackid ed Eugenie Baclini. Il suo manoscritto, senza nemmeno essere corretto (Gracie morì prima di ultimare la correzione), fu pubblicato nel 1913 con il titolo di The Truth about the Titanic, poi ripubblicato con il titolo di Titanic, A Survivor's Story. In Italia è stato pubblicato solamente nel 2011 con il titolo La verità sul Titanic.

## Vita privata
Gracie era sposato con Constance Schack, da cui ebbe quattro figlie, tutte morte in giovane età. La figlia che visse più a lungo, Edith Temple Gracie coniugata Adams, morì nel 1918, circa un anno dopo il matrimonio.

## Nella cultura di massa
Il colonnello Gracie è stato ritratto in due film dedicati al naufragio del Titanic:
- in Titanic, latitudine 41 nord, del 1958, impersonato da James Dyrenforth;
- nel colossal Titanic, del 1997, impersonato da Bernard Fox.